# Ophiuche gozama
Ophiuche gozama là một loài bướm đêm trong họ Erebidae.